# Alain Casanova
Alain Casanova (Clermont-Ferrand, 15 ottobre 1961) è un allenatore di calcio ed ex calciatore francese, di ruolo portiere.

## Statistiche

### Statistiche da allenatore
Statistiche aggiornate al 12 agosto 2020. In grassetto le competizioni vinte.
| Stagione        | Squadra         | Campionato      | Campionato | Campionato | Campionato | Campionato | Coppe nazionali | Coppe nazionali | Coppe nazionali | Coppe nazionali | Coppe nazionali | Coppe continentali | Coppe continentali | Coppe continentali | Coppe continentali | Coppe continentali | Altre coppe | Altre coppe | Altre coppe | Altre coppe | Altre coppe | Totale | Totale | Totale | Totale | % Vittorie | Piazzamento |
| Stagione        | Squadra         | Comp            | G          | V          | N          | P          | Comp            | G               | V               | N               | P               | Comp               | G                  | V                  | N                  | P                  | Comp        | G           | V           | N           | P           | G      | V      | N      | P      | %          | Piazzamento |
| --------------- | --------------- | --------------- | ---------- | ---------- | ---------- | ---------- | --------------- | --------------- | --------------- | --------------- | --------------- | ------------------ | ------------------ | ------------------ | ------------------ | ------------------ | ----------- | ----------- | ----------- | ----------- | ----------- | ------ | ------ | ------ | ------ | ---------- | ----------- |
| 2008-2009       | Tolosa          | L1              | 38         | 16         | 16         | 6          | CF+CdL          | 5+1             | 2+0             | 2+1             | 1+0             | -                  | -                  | -                  | -                  | -                  | -           | -           | -           | -           | -           | 44     | 18     | 19     | 7      | 40,91      | 4º          |
| 2009-2010       | Tolosa          | L1              | 38         | 12         | 11         | 15         | CF+CdL          | 1+3             | 0+2             | 0+1             | 1+0             | UEL                | 8                  | 3                  | 1                  | 4                  | -           | -           | -           | -           | -           | 50     | 17     | 13     | 20     | 34,00      | 14º         |
| 2010-2011       | Tolosa          | L1              | 38         | 14         | 8          | 16         | CF+CdL          | 1+1             | 0+0             | 0+1             | 1+0             | -                  | -                  | -                  | -                  | -                  | -           | -           | -           | -           | -           | 40     | 14     | 9      | 17     | 35,00      | 8º          |
| 2011-2012       | Tolosa          | L1              | 38         | 15         | 11         | 12         | CF+CdL          | 1+1             | 0+0             | 0+0             | 1+1             | -                  | -                  | -                  | -                  | -                  | -           | -           | -           | -           | -           | 40     | 15     | 11     | 14     | 37,50      | 8º          |
| 2012-2013       | Tolosa          | L1              | 38         | 13         | 12         | 13         | CF+CdL          | 2+2             | 1+1             | 0+1             | 1+0             | -                  | -                  | -                  | -                  | -                  | -           | -           | -           | -           | -           | 42     | 15     | 13     | 14     | 35,71      | 10º         |
| 2013-2014       | Tolosa          | L1              | 38         | 12         | 13         | 13         | CF+CdL          | 2+2             | 1+1             | 0+0             | 1+1             | -                  | -                  | -                  | -                  | -                  | -           | -           | -           | -           | -           | 42     | 14     | 13     | 15     | 33,33      | 9º          |
| 2014-mar. 2015  | Tolosa          | L1              | 29         | 8          | 5          | 16         | CF+CdL          | 1+1             | 0+0             | 0+0             | 1+1             | -                  | -                  | -                  | -                  | -                  | -           | -           | -           | -           | -           | 31     | 8      | 5      | 19     | 25,81      | Eson.       |
| 2016-2017       | Lens            | L2              | 38         | 18         | 11         | 9          | CF+CdL          | 2+1             | 1+0             | 1+1             | 0+0             | -                  | -                  | -                  | -                  | -                  | -           | -           | -           | -           | -           | 41     | 19     | 13     | 9      | 46,34      | 4º          |
| 2018-2019       | Tolosa          | L1              | 38         | 8          | 14         | 16         | CF+CdL          | 3+1             | 1+0             | 1+0             | 1+1             | -                  | -                  | -                  | -                  | -                  | -           | -           | -           | -           | -           | 42     | 9      | 15     | 18     | 21,43      | 16º         |
| ago.-ott. 2019  | Tolosa          | L1              | 9          | 2          | 3          | 4          | CF+CdL          | -               | -               | -               | -               | -                  | -                  | -                  | -                  | -                  | -           | -           | -           | -           | -           | 9      | 2      | 3      | 4      | 22,22      | Eson.       |
| Totale Tolosa   | Totale Tolosa   | Totale Tolosa   | 304        | 100        | 93         | 111        |                 | 28              | 9               | 7               | 12              |                    | 8                  | 3                  | 1                  | 4                  |             | -           | -           | -           | -           | 340    | 112    | 101    | 127    | 32,94      |             |
| Totale carriera | Totale carriera | Totale carriera | 342        | 118        | 104        | 120        |                 | 31              | 10              | 9               | 12              |                    | 8                  | 3                  | 1                  | 4                  |             | -           | -           | -           | -           | 381    | 131    | 114    | 136    | 34,38      |             |

## Palmarès

### Giocatore

#### Competizioni nazionali
- Division 2: 1

Le Havre: 1984-1985